# أل لوبيز
أل لوبيز (بالإنجليزية: Al Lopez) هو لاعب كرة قاعدة أمريكي، ولد في 20 أغسطس 1908 في فلوريدا في الولايات المتحدة، وتوفي في 30 أكتوبر 2005 في تامبا في الولايات المتحدة.

## وصلات خارجية
- أل لوبيز على موقعبيزبول رفرنس.كوم (الدوري الرئيسي) (الإنجليزية)
- أل لوبيز على موقعبيزبول رفرنس.كوم (الدوري الثانوي) (الإنجليزية)
- أل لوبيز على موقع مشجعي الرسوم البيانية (الإنجليزية)
- أل لوبيز على موقع قاعة مشاهير كرة القاعدة (الإنجليزية)
- أل لوبيز على موقع قاعة فلوريدا للمشاهير الرياضية (الإنجليزية)
- أل لوبيز على موقع إن إن دي بي (الإنجليزية)